# Никитина, Галина Алексеевна
Галина Алексеевна Никитина (1917 — февраль 1942, Харьков) — комсомолка, подпольшица, член подпольного обкома ВЛКСМ города Харькова в период его оккупации немцами, псевдоним «Галя-вышивальщица». Расстреляна Гестапо. Посмертно награждена Орденом Отечественной войны I степени.

## Биография
Родилась в 1917 году.
Окончила Харьковский планово-экономический институт, работала ассистентом на кафедре в нём же.
Член ВЛКСМ, инструктор Харьковского обкома комсомола, заведующая отделом школ.
В октябре 1941 года по решению Харьковского обкома ВКП(б) вошла в состав созданного подпольного обкома ВЛКСМ, первого военного состава, при первом секретаре А. Г. Зубареве. В её сектор входил центр города, Сумской и Конный базары.
Именно в квартире, где она жила с мамой, в доме № 23 по улице Артёма, фактически располагался подпольный областной комитет комсомола.
Под её непосредственном руководством и лично участии за два месяца подпольные организации напечатали двенадцать различных текстов листовок. Свыше шестисот экземпляров, написанных от руки, и тысячи, оставленных обкомом партии, распространяли сами.
В начале января 1942 года арестована гестапо, в феврале расстреляна.

## Память
В прошлом в Харькове было два памятника Гале Никитиной:
- Персональный памятник во дворе домов № 44 и № 46 по улице Мироносицкой
- Бюст в составе 8 бюстов на Аллее героев-комсомольцев в Сквере Победы, заложенной к 40-летию ВЛКСМ в 1958 году, скульптор Л. Г. Жуковская[1].

Под своим именем выведена в документальных повестях, например, в повести Горчакова О. А. «Внимание: чудо-мина!» и других.